# Austrocarabodes grandis
Austrocarabodes grandis är en kvalsterart som först beskrevs av Sandór Mahunka 1984.  Austrocarabodes grandis ingår i släktet Austrocarabodes och familjen Carabodidae. Inga underarter finns listade.